# 史生
史生（ししょう）とは、日本の律令制において官司の四等官の下に置かれた職員のこと。官司の書記官に相当し、公文書を作成して四等官の署名を得ることを職掌とした。

## 概要
古代の史の性格を受け継ぐものと考えられ、書算や法令に通じた者から雑任として式部省によって判補され、内外の官司に振り向けられた。交替勤務を行う内分番と同じ方法で昇進し、8年（後に6年）ごとに評価され、それに基づいて叙位を受けた。史生は官司ごとに定員が定められ、庸・調・雑徭が免除され、大宰府や諸国の史生は公廨田（後に職分田）6段とそれを耕す事力2名が支給された。
当初は太政官・八省・大宰府・国府以外の官司にはほとんど設置されていなかったが、8世紀に入ると事務処理量の増加に伴って神祇官などこれまで設置していなかった官司にも史生が置かれるようになり、9世紀前期にはほとんどの官司に史生が置かれるようになった。